# Антево перо
„Антево перо“ (на македонска литературна норма: награда Антево перо) е годишна литературна награда, присъждана от Международната поетично-културна манифестация „Анте Поповски – Антево Перо“. Наградата е кръстена на видния северномакедонски поет Анте Поповски.
Присъжда се за най-добра непубликувана книга с поезия на македонски литературен език на автори от Република Северна Македония.

## История
Наградата е учредена през 2018 г. за непубликувана поетична книга (ръкопис на поезия). Участниците трябва да представят непубликуван ръкопис на поезия на македонски език.
Тя се състои в публикуване на поетичния ръкопис с нестопанска цел, като се посочва името на наградата на корицата на книгата и пълният тираж от 300 копия се дава на автора на книгата.

## Носители на наградата
- 2018 – Славе Георго Димоски, за ”Кумова слама”[3]
- 2019 – Александра Димитрова, за „Дупка“[4]
- 2020 – Ана Стояноска, за „Потпис: Трепетлика“[5]
- 2021 – Братислав Ташковски, за „Небесни разговори“[6]
- 2022 – Юлияна Младеновска Тешия, за „Куќа“[7]
- 2023 – Александар Русяков, за „50 испеани приказни“[8]